# Halifax, Noua Scoție
Halifax este capitala provinciei Noua Scoție din Canada. Orașul alcătuiește împreună cu localitățile Dartmouth, Bedford și Sackville așa numita Halifax Metro Area. Halifax este un centru cultural și industrial din 1995 aparține Halifax Regional Municipality (HRM) fiind centrul regiunii atlantice de care aparțin orașele Bedford, Dartmouth, Sackville, Cole Harbour, Halifax West, Eastern Shore și alte regiuni mai mici.

## Personalități marcante
- Abraham Gesner;
- Joanna Shimkus (n. 1943), actriță;
- Într-un cimitir din Halifax este înmormântat Jack Dawson, pasager al Titanicului.